# Dlouhá Loučka (district de Svitavy)
Pour les articles homonymes, voir Dlouhá Loučka.
Dlouhá Loučka (en allemand : Langenlutsch) est une commune du district de Svitavy, dans la région de Pardubice, en République tchèque. Sa population s'élevait à 562 habitants en 2022.

## Géographie
Dlouhá Loučka se trouve à 7 km au sud de Moravská Třebová, à 14 km au sud-est de Svitavy, à 73 km au sud-est de Pardubice et à 164 km au sud-est de Prague.
La commune est limitée par Moravská Třebová au nord-ouest et au nord, par Útěchov au nord-est, par Městečko Trnávka à l'est, par Křenov au sud et par Pohledy au sud-ouest.

## Histoire
La première mention écrite du village date de 1365.

## Galerie

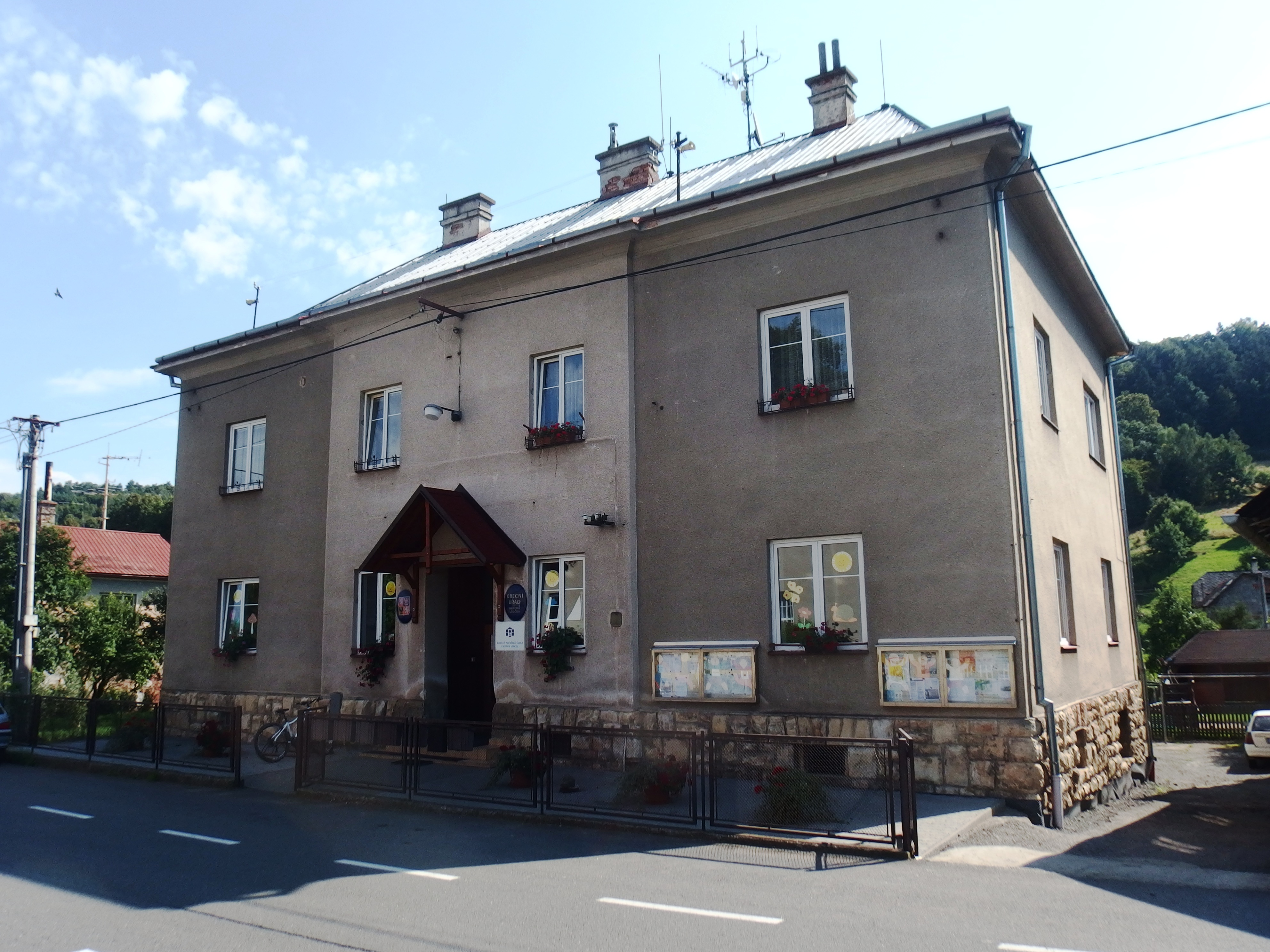
Dlouhá Loučka : la mairie.
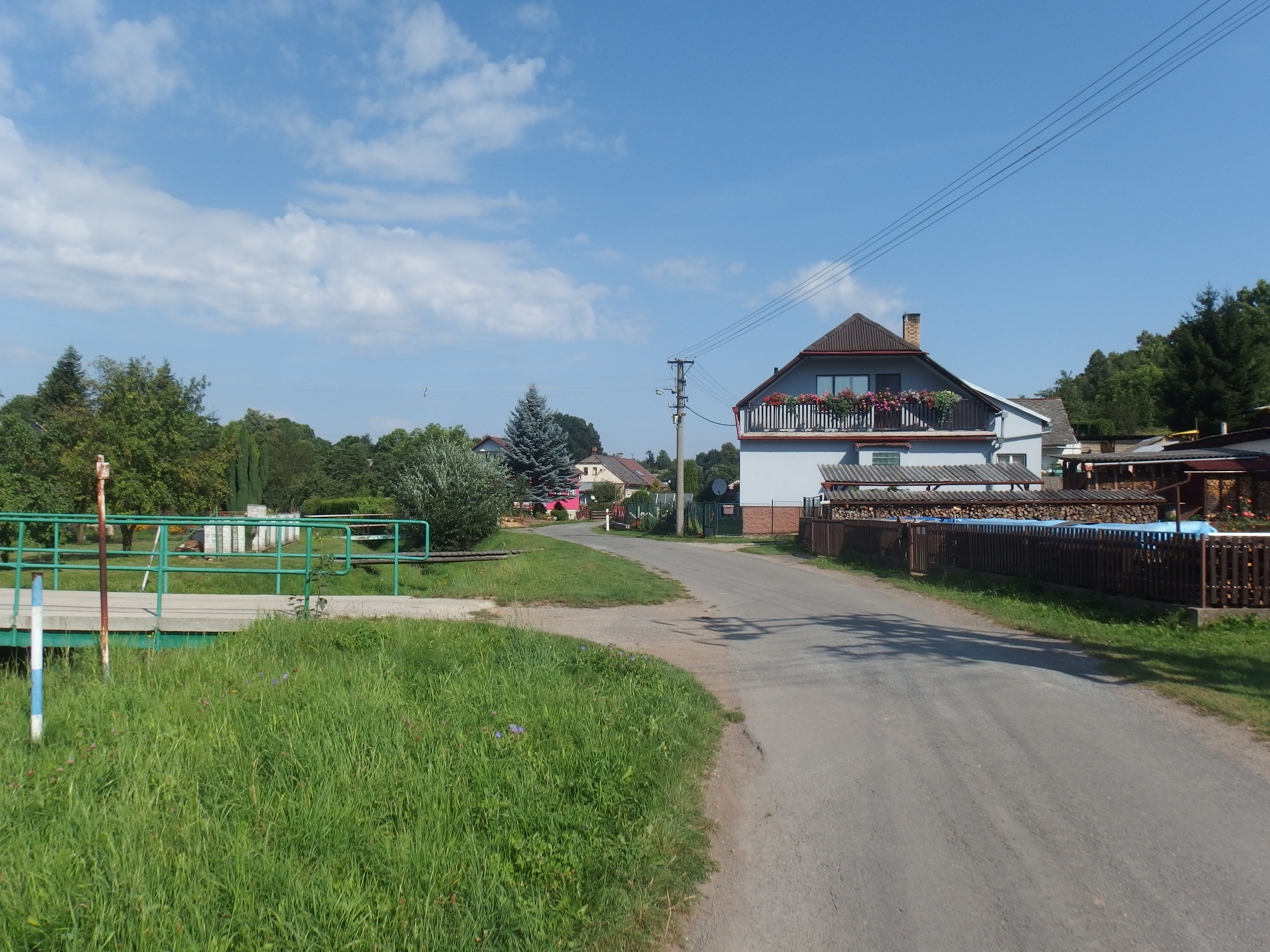
Rue de Dlouhá Loučka.

## Transports
Par la route, Dlouhá Loučka se trouve à 7 km de Moravská Třebová, à 22 km de Svitavy, à 117 km de Pardubice et à 239 km de Prague. 